# Hannes Alfvén
Hannes Olof Gösta Alfvén est né le 30 mai 1908 à Norrköping en Suède et mort le 2 avril 1995 à Djursholm, est un astrophysicien suédois qui étudie le déplacement des particules électrisées et la propagation des ondes d'Alfvén dans le plasma de la magnétosphère.
Il est le premier à avoir employé le terme magnétohydrodynamique en 1942. Il est lauréat du prix Nobel de physique de 1970 pour ses travaux sur le sujet.

## Biographie
Hannes Alfvén fait ses études à l'université d'Uppsala où il obtient son doctorat en 1934. Il devient professeur à l'Institut royal de technologie à Stockholm à partir de la fin des années 1930. En 1967, il reçoit un poste à l'université de Californie à San Diego à la suite de désaccords avec le gouvernement suédois.
Il est lauréat de la moitié du prix Nobel de physique de 1970 (l'autre partie ayant été remise au physicien français Louis Néel) « pour des travaux fondamentaux et les découvertes en magnétohydrodynamique menant à de riches applications dans différentes parties de la physique des plasmas ». Il a également reçu la médaille Franklin en 1971.

## Travaux
Avec Oskar Klein et Carl-Gunne Fälthammar, Hannes Alfvén propose dans les années 1960, dans son livre « Mondes et anti-mondes », un modèle cosmologique alternatif (l'univers plasma) au « Big-Bang » (théorie de l'expansion), précurseur de l'actuelle « théorie des multivers » (multi-univers),,. En 1971, Klein a étendu la proposition d'Alfvén « Mondes et anti-mondes » et a développé le modèle d'univers dit de Alfvén-Klein. Celui-ci est appelé par ses détracteurs « théorie de la fatigue de la lumière », car il explique l'effet Hubble non par une expansion de l'univers, mais par la distance parcourue à travers l'espace-temps, son champ électromagnétique et sa matière interstellaire.
Ce modèle cosmologique explique l'asymétrie baryonique comme une condition initiale de la symétrie entre matière et antimatière et postule que l'expansion de l'Univers, si elle est réelle, n'est qu'un phénomène propre à notre échelle locale et temporelle particulière, partie d'un univers beaucoup plus vaste, peut-être infini dans l'espace et dans le temps,. Il commence à combattre les théories de l'abbé belge Georges Lemaître qui, avec le « Big Bang », postule une création de l'univers ex nihilo,.

## Distinctions et récompenses
- Médaille d'or de la Royal Astronomical Society (1967).
- Prix Nobel de physique (1970).
- Médaille d'or du Franklin Institute (1971).
- Médaille d'or Lomonosov de l'Académie des sciences d'URSS (1971).
- Médaille William-Bowie de l'Union américaine de géophysique (1988).

## Hommages
L'astéroïde (1778) Alfvén a été nommé en son honneur.